# Kathrin Kleibl
Kathrin Kleibl (* 10. November 1973 in Bremen) ist eine deutsche Klassische Archäologin, Provenienzforscherin und Sammlungsforscherin.
Ihre Forschungsschwerpunkte sind die Untersuchungen der Auswirkungen von Kulturen im Kontakt sowie die Erforschung von Translokationen von Kulturgut im Rahmen politischer und gesellschaftlicher Konfliktkontexte (Kunstraub, Beutekunst). Sie untersucht museale Sammlungen und Archive auf ihre Genese sowie auf die Herkunft der Objekte - und dabei insbesondere auch nach NS-verfolgungsbedingt entzogenen Kulturgütern. Ferner erforscht sie den Kunst- und Kunstgewerbehandel in der Künstlerkolonie Worpswede bis 1945.

## Biografie
Kleibl studierte Klassische Archäologie, Kunstgeschichte, Geschichte der Naturwissenschaften und Museumsmanagement an der Université d’Aix-en-Provence und der Universität Hamburg. 2007 wurde sie im Fach Klassische Archäologie mit einer durch ein Stipendium der Universität Hamburg geförderten, und von Inge Nielsen (Klassische Archäologin) sowie Hartwig Altenmüller (Ägyptologe) betreuten Dissertation zum Thema Iseion. Raumgestaltung und Kultpraxis in den Heiligtümern gräco-ägyptischer Götter im Mittelmeerraum promoviert. Die Dissertation wurde 2007 mit dem Karl-H.-Ditze-Preis ausgezeichnet.
Von 2006 bis 2008 war sie als wissenschaftliche Mitarbeiterin am SFB 295 „Kulturelle und sprachliche Kontakte. Prozesse des Wandels in historischen Spannungsfeldern Nordostafrikas/Westasiens“ an der Universität Mainz beschäftigt. Die Erforschung von archaischer Kalksteinplastik Zyperns führten sie mehrmals auf die Insel und an das Cyprus American Archaeological Research Institute. Dabei beschäftigte sie sich auch mit der Translokation von (archäologischem) Kulturgut im Kontext von Ausgrabungen auf Zypern im 19. und 20. Jahrhundert nach Europa und in die USA, als auch mit Kulturgutraub im Zusammenhang mit dem sog. Zypernkonflikt.
Sie nahm an Ausgrabungs- und Surveyprojekten in Tunesien (Karthago), in der Türkei (Emecik) und in Ägypten (Gilf Kebir) teil. Ausgedehnte Forschungsreisen unternahm sie in den Mittelmeerraum, Nordafrika, sowie nach Nord-, Mittel- und Südamerika. Lehraufträge und Gastvorträge führten sie unter anderem an die Universitäten Bremen, Hamburg, Mainz, Tübingen, TU Berlin und Innsbruck.
Am Deutschen Schifffahrtsmuseum – Leibniz-Institut für Maritime Geschichte in Bremerhaven erforschte sie seit 2016 die Sammlungshistorie des Museums sowie die Herkunft, die unterschiedlichen Besitzverhältnisse und die Biographie einzelner Sammlungsobjekte. Ihr Fokus lag dabei insbesondere auf Kulturgut, das während des Nationalsozialismus im Deutschen Reich Personen unrechtmäßig entzogen bzw. geraubt wurde. Dort leitete sie ferner zwei verbundene Provenienzforschungs-Projekte zu den in den Häfen Hamburg und Bremen während des Nationalsozialismus beschlagnahmten und versteigerten Übersiedlungsgütern (Liftvans) von als Juden verfolgten Menschen, die dem Deutschen Reich entfliehen wollten. Zum Thema wurde 2023 die Datenbank LostLift  veröffentlicht, in der recherchierte Forschungsergebnisse einsehbar sind.
Im Mai 2024 wechselte Kleibl an den Barkenhoff in das Heinrich-Vogeler-Museum in Worpswede, wo sie als wissenschaftliche Mitarbeiterin in der Sammlung und im sog. „Worpsweder Archiv“ tätig ist. Ihre wissenschaftlichen Schwerpunkte sind derzeit die Erforschung des Lebens und Werks Heinrich Vogelers, des Lebensorts Barkenhoff sowie des Kunst- und Kunstgewerbehandels in der Künstlerkolonie Worpswede bis 1945. Dabei untersucht sie auch die Provenienzgeschichten von ausgewählten Werken ehemals in Worpswede lebender Künstler:innen, wie etwa jene Heinrich Vogelers und Paula Modersohn-Beckers. Ferner kuratiert sie Sonderausstellungen im Barkenhoff, wie zuletzt "Verwandte Seelen. Paula Becker und Clara Westhoff".

## Veröffentlichungen (Auswahl)

### Archäologie
- Kultgemeinschaften in Heiligtümern gräco-ägyptischer Götter, in: Inge Nielsen (Hrsg.): Zwischen Kult und Gesellschaft. Kosmopolitische Zentren des antiken Mittelmeerraumes als Aktionsraum von Kultvereinen und Religionsgemeinschaften, Internationale Tagung in Hamburg 12.-14.10.2005, in: Hephaistos 24 (2006) 79–92.
- Die Terrakottavotive des Apollon-Heiligtums Emecik, in: Dietrich Berges (Hrsg.): Knidos. Beiträge zur archaischen Stadt (2006), 153–183.
- Das Heiligtum gräco-ägyptischer Götter in Soli, in: Sabine Rogge (Hrsg.): Begegnungen – Materielle Kulturen auf Zypern bis in die römische Zeit, Schriften des Institutes für Interdisziplinäre Zypern-Studien Bd. 5 (2007), 125–150.
- Water-crypts in sanctuaries of Graeco-Egyptian deities, in: Proceedings of the Fourth Central European Conference of Young Egyptologists - Budapest 31 Aug -2 Sep 2006, Hungarian Studia Aegyptiaca XVIII (2007), 207–223.
- Repräsentationen einer thronenden Widdergottheit in Heiligtümern des Apollon auf Zypern, in: Renate Bol, Ursula Höckmann, Patrick Schollmeyer (Hrsg.): Kult(ur)kontakte: Apollon in Myus, Milet/Didyma, Naukratis und auf Zypern. Akten des Table Ronde Mainz, 11 – 12 March 2004. Rhaden 2008, S. 183–206.
- The Background of the Cypriot Ram-God's Iconography, in: Skevi Christodoulou, Anna Satraki (Hrsg.), POCA 2007. Postgraduate Cypriot Archaeology Conference, 2009, S. 145ff.
- Iseion - Raumgestaltung und Kultpraxis in den Heiligtümern gräco-ägyptischer Götter des antiken Mittelmeerraumes. Werner, Worms 2009, ISBN 978-3-88462-281-0.
- Bündnis und Verschmelzung zweier Göttinnen - Isis und Aphrodite in hellenistischer und römischer Zeit, in: Martina Seifert (Hrsg.): Aphrodite - Herrin des Krieges. Göttin der Liebe (2009), 111–125.
- A ram-god in Archaic Cyprus, in: Ḉ.-Ö. Aygün (Hrsg.), SOMA 2007 – Proceedings of the XI Symposium on Mediterranean Archaeology, Istanbul Technical University, 24–29 April 2007, BAR-International Series 1900 (2009), 208–215.
- Der Saharaforscher Ladislaus Almásy. ‚Abu Ramla‘ - Der wahre ‚Englische Patient‘ und die neusten Entdeckungen in der südägyptischen Sahara, in: Antike Welt 2/2010.
- Mit Wiebke Friese, Anika Greve, Kristina Lahn, Inge Nielsen (Hrsg.), Themenband: Persönliche Frömmigkeit. Funktion und Bedeutung individueller Gotteskontakte im interdisziplinären Dialog. Reihe: Hephaistos. Kritische Zeitschrift zu Theorie und Praxis der Archäologie und angrenzender Gebiete. 28–2011.
- „Möge dir Osiris frisches Wasser geben“ Nilwasser und seine Bedeutung für den Isiskult, in: Antike Welt 6/2013, 16ff.
- Fürstin der Frauen, Herrin der Mädchen – Junge Frauen und Mädchen im gräco-ägyptischen Götterkult, in: Anna Kieburg, Susanne Moraw (Hrsg.), Mädchen im Altertum – Girls in Antiquity (2014).
- Greco-Egyptian Religion, in: Esther Eidinow, Julia Kindt (Hrsg.): The Oxford Handbook of Ancient Greek Religion, Oxford 2015 (1st edition) and 2017 (2nd edition), S. 621–636.
- An Audience in Search of a Theatre – The Staging of the Divine in the Sanctuaries of Graeco-Egyptian Gods, in: Svenja Nagel, Joachim Friedrich Quack, Christian Witschel (Hrsg.): Entangled Worlds: Religious Confluences between East and West in the Roman Empire. The Cults of Isis, Mithras, and Jupiter Dolichenus. Tübingen 2017, S. 353–371.

### Provenienzforschung
- Fragen an die Herkunft: Provenienzforschung im DSM, in: Deutsche Schiffahrt 39 (2), 2017, S. 9–13, Open Access zweitveröffentlicht 2023.
- Maritimes Kulturgut in den Blick genommen – Provenienzforschung am Deutschen Schifffahrtsmuseum, in: Deutsches Zentrum Kulturgutverluste, Provenienz & Forschung 2.2018, S. 32–39.
- Geraubte Umzugsgüter, in: Geschäftsbericht 2020. Deutsches Schifffahrtsmuseum, S. 12–13.[14]
- Gerichtsvollzieher als Kunsthändler? – Versteigerungen des Übersiedlungsgutes jüdischer Emigrant*innen in Hamburg und Bremen, Teil 1: Die Versteigerungen von Übersiedlungsgut durch die Hamburger Gerichtsvollzieherei am Beispiel von Johanna Ploschitzki aus Berlin, in: Christopher Galler u. a. (Hrsg.): Regionaler Kunsthandel. Eine Herausforderung für die Provenienzforschung?!, Tagungsband Celle, 2022.
- „All my father’s notes are missing here …“ Auctioned musicalia from the belongings of Jewish emigrants in the port of Hamburg, in: Network of European Restitution Committees on Nazi-Looted Art, Newsletter, May 2022 – N°13, S. 20–22.
- Optisch-technische Instrumente auf Versteigerungen des Übersiedlungsgutes jüdischer Emigrant:innen in Hamburg – Der Fall des Fotofachhändlers Leo Bernstein aus Berlin, in: Historische technische Instrumente. Zirkulation, Ansammlungen und Dokumente des Entzugs zwischen 1933 und 1945, Deutsches Optisches Museum, Jena, 2022.[15]
- Auswanderungsgenehmigungsverfahren der Devisenstelle – Oberfinanzpräsident Hamburg als Quelle für die Recherche nach NS-verfolgungsbedingt entzogenen Kulturgütern, in: Der Archivar 1–2022, S. 37–40.
- LostLift database online soon, in: Network of European Restitution Committees on Nazi-Looted Art, Newsletter 15, 2023, S. 10–11.
- mit Susanne Kiel (Hrsg.): LostLift Datenbank[8], Deutsches Schifffahrtsmuseum – Leibniz-Institut für Maritime Geschichte, Bremerhaven 2023.
- Der Umgang mit Übersiedlungsgut jüdischer Emigranten in Hamburg und Bremen nach 1939: Beteiligte, Netzwerke und „Verwertung“ (mit Susanne Kiel), in: Arbeitskreis Provenienzforschung e. V. (Hrsg.): Entzug, Transfer, Transit. Menschen, Objekte, Orte und Ereignisse, Jahrestagung des Arbeitskreises Provenienzforschung e.V. 2021 in Hamburg, Heidelberg University Publishing (2024), S. 18–25.
- NS-Provenienzforschung in Norddeutschland. Lokalspezifische Kontexte bei Raub, Verbringung und Verkauf von Kulturgut, transcript Verlag 2024.
- Die Bremer »Buch- und Kunsthandlung Franz Leuwer« im Nationalsozialismus. In: Kathrin Kleibl (Hrsg.), NS-Provenienzforschung in Norddeutschland. Lokalspezifische Kontexte bei Raub, Verbringung und Verkauf von Kulturgut, transcript Verlag 2024, S. 83–138.

### Sammlungsforschung
- Radierung "Netzflickerinnen" von Max Liebermann, in: Deutsches Schifffahrtsmuseum, Archivalie des Monats, 1. Juli 2023[16]
- Handzeichnungen von Themistokles von Eckenbrecher, in: Deutsches Schifffahrtsmuseum, Archivalie des Monats, 1. Dezember 2023[17]
- Der Bordbuchhändler Paul Lachmann, in: Deutsches Schifffahrtsmuseum, Archivalie des Monats,  4. März 2024[18]
- TEMPERA PASSAGIERDAMPFER »TEL AVIV«, Digitales Depot des Deutschen Schifffahrtsmuseums[19]
- ST. LOUIS VOR HAVANNA, Digitales Depot des Deutschen Schifffahrtsmuseums[20]

### Ausstellungen
- Fragen an die Herkunft. Deutsches Schifffahrtsmuseum, Bremerhaven (Kuratierung).

- "Ich war nicht mehr der respektable Arnold Bernstein" Deutsches Schifffahrtsmuseum,  Bremerhaven (Kuratierung).

- Schiffswelten - Der Ozean und wir. Deutsches Schifffahrtsmuseum,  Bremerhaven (Team Kuratierung).

- Paula Modersohn-Becker Kunstpreis 2024. Ausstellung der Sonderpreisträgerin (Ngozi Schommers) und Nachwuchspreisträgerin (Wiebke Mertens). November 2024 - März 2025. Barkenhoff, Worpswede (Kuratorische Mitarbeit).

- Malen mit Fäden. Bildgewebe von Ursula Jaeger. 22. März – 9. Juni 2025. Barkenhoff, Worpswede (Kuratierung).
- Verwandte Seelen. Paula Becker & Clara Westhoff. Im Rahmen der Jubiläumsausstellung: Paula Modersohn-Becker und ihre Weggefährtinnen. Der unteilbare Himmel. 29. Juni 2025 – 18. Januar 2026, Barkenhoff, Worpswede (Kuratierung).

## Medien
- „Geraubte Umzugsgüter: Projekt schafft Klarheit“, Interview mit den Arolsen Archives vom 5. März 2021
- Die Museumsdetektivin, Reportage Leibniz-Magazin vom 10. Mai 2021
- „So spürt eine Forscherin die Geheimnisse verschollener Güter auf“, Artikel buten un binnen vom 13. April 2022
- Das Raubkunst-Puzzle – Suche nach Gerechtigkeit, NDR-Dokumentation vom 8. Juni 2022
- „NS-Raubzug: Wie Nazis jüdische Emigranten ausplünderten“, Artikel NDR vom 8. Juni 2022.
- „Ursprung kaum hinterfragt“, Interview mit der taz vom 22. Mai 2022
- „Wenn die Fracht niemals ankommt“, Artikel im Weser Kurier, 1. September 2023
- „Erste Datenbank für Suche nach geraubtem jüdischen Eigentum“, Artikel NDR vom 18. September 2023
- On the trail of a gigantic Nazi raid[21], Deutsche Welle September 2023
- El robo nazi de arte - La búsqueda tardía de la justicia[22], Deutsche Welle September 2023
- [23]وثائقي - سرقة النازيين للأعمال الفنية - البحث المتأخر عن العدالة, Deutsche Welle Dokumentation vom 19. September 2023
- Eva Evans: "Alles, was wir verloren haben, ist in meinem Herzen", NDR April 2024
- Raubkunst: Verbrechen gegen die Menschlichkeit, NDR April 2024
- Die traurige Geschichte der Bremer Buchhandlung Leuwer, Radio Bremen Januar 2025